# 鐵器
铁器是以鐵為主要金屬的一種器物类型，铁质自然界中含鐵數量頗多。然而其融熔溫度在攝氏一千度以上故早期人類無法锻造。直到精緻木炭及鼓風技術發明後才逐漸應用。目前最早使用鐵器的是小亞細亞的西臺人。